# Thlypopsis ruficeps
La tangara alisera, tangará alisero (en Argentina), frutero alisero (en Argentina) o tangara rufa y amarilla (en Perú) (Thlypopsis ruficeps), es una especie de ave paseriforme de la familia Thraupidae, perteneciente al género Thlypopsis. Es nativa de regiones andinas del centro-oeste de América del Sur.

## Distribución y hábitat

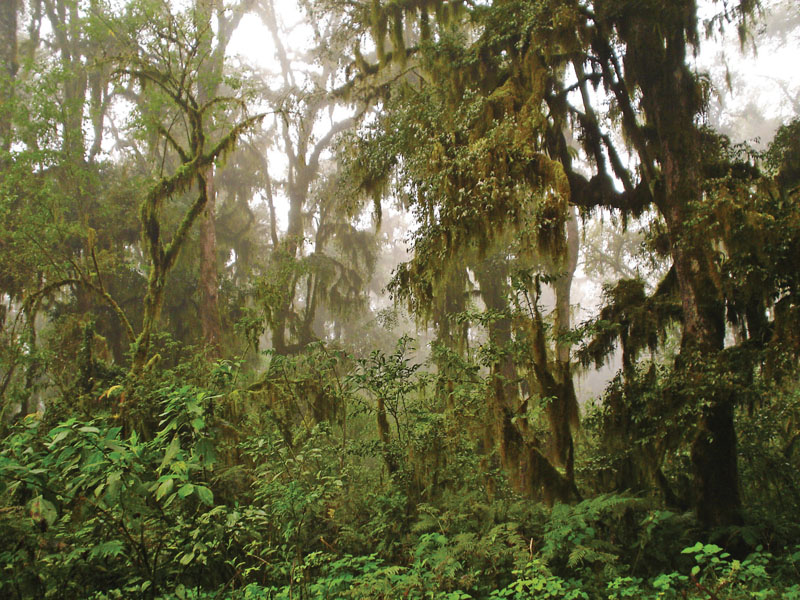
Vegetación yungueña en Salta, en el noroeste de Argentina; uno de los hábitats en que vive esta especie.

Se distribuye en las laderas orientales de la región andina, desde el centro de Perú (al sur desde Huánuco), el centro y sur de Bolivia, hasta el noroeste de Argentina (al sur hasta Tucumán).
Esta especie es considerada bastante común en sus hábitats naturales: los bosques montanos, especialmente los bordes, donde prefiere los alisos andinos, pero también en bosques de Polylepis, entre 1200 y 3500 m de altitud; algunos reproductores sureños migran hacia el norte en los inviernos australes.

## Sistemática

### Descripción original
La especie T. ruficeps fue descrita por primera vez por los naturalistas franceses Alcide d'Orbigny y Frédéric de Lafresnaye en el año 1837, bajo el nombre científico Sylvia ruficeps. Su localidad tipo es: «cerca de Palca, Apupaya (entre Cochabamba y Incasivi), Bolivia».

### Etimología
El nombre genérico femenino «Thlypopsis» se compone de las palabras griegas «thlupis»: pequeño pájaro desconocido, tal vez un pinzón o curruca, y «opsis»: con apariencia, que se parece; y el nombre de la especie «ruficeps», se compone de las palabras latinas «rufus»: rojo, rojizo, y «ceps»: de cabeza.

### Taxonomía
Es monotípica. 